# Jean-Nicolas Quatremère de Roissy
Pour les autres membres de la famille Quatremère, voir Quatremère.
Jean-Nicolas Quatremère de Roissy (1754-1834) est un écrivain français.
Cousin de Quatremère de Quincy et de Quatremère d'Isjonval, il fut d'abord conseiller au Châtelet.
Il a composé des romans et quelques écrits historiques, dont : 
- Londres pittoresque, 1819
- Adélaïde, fiction morale, 1820
- Les Deux solitaires, conte moral, 1821
- L'ermite écossais, conte moral, 1821
- Édouard de Belval et Sophie, conte, 1823
- Henriette et Julie, conte, 1822
- Les Malheurs d'Henriette, conte moral, 1824
- Histoires d'Agnès Sorel et de Mme de Châteauroux, 1825
- Marie-Thérèse d'Autriche, impératrice-reine, Marie-Thérèse de France, dauphine, 1825
- Règne de Louis XIV, 1826
- Jeanne d'Arc, 1827
- Tablettes poétiques, vers en latin et en français, 1829

En 1799, il traduisit les Mémoires de la cour d'Auguste de Thomas Blackwell, 1752-1757,  déjà traduits par Aimé-Ambroise-Joseph Feutry en 1757.